# Deus Ex
Deus Ex – gra komputerowa będąca połączeniem strzelanki pierwszoosobowej, skradanki i fabularnej gry akcji. Została wyprodukowana przez Ion Storm i wydana 23 czerwca 2000 roku przez Eidos Interactive. Początkowo ukazała się na komputerach osobistych z systemem Windows, później Deus Ex został przeniesiony na komputery Macintosh oraz konsolę PlayStation 2 pod zmienionym tytułem Deus Ex: The Conspiracy. Gra wykorzystuje zmodyfikowaną wersję silnika Unreal Engine.
Akcja gry Deus Ex rozgrywa się w roku 2052 w dystopijnym świecie, przepełnionym terroryzmem, korupcją, biedą i opanowanym przez tajemniczą zarazę – Szarą Śmierć. Gracz wciela się w postać JC Dentona, agenta walczącego z terroryzmem. Produkcja cechuje się dość dużą nieliniowością rozgrywki, większość zadań można wykonać na wiele sposobów.

## Fabuła
JC Denton jest jednym z pierwszych agentów nowej ery (obok swojego brata, Paula i kilku "projektów" będących w końcowej fazie "produkcji"), służących w UNATCO (United Nations Anti-Terrorist Coalition), wyposażonych w nanowszczepy (implanty oparte na nanotechnologii) dające nadludzkie możliwości. Gra zaczyna się na nowojorskiej Liberty Island, gdzie widzimy okaleczoną Statuę Wolności opanowaną przez terrorystów. Jednak to tylko wierzchołek góry lodowej. W świecie, gdzie w Nowym Jorku i Paryżu panuje stan wojenny, a konstytucja została wyrzucona przez okno, JC Denton ma niewielu sojuszników. Początkowo główny bohater gry pracuje dla UNATCO, z czasem jednak odkrywa, że jego pracodawcy mają związek z wirusem szarej śmierci, Majestic 12 i FEMA.
JC dezerteruje i zaczyna współpracę z NSF – organizacją gdzie pracuje również jego brat Paul. Po ucieczce z siedziby MJ12 do JC'a przyłącza się Alex Jacobson, główny informatyk UNATCO oraz Jaymie Reyes (opcja do wyboru podczas rozmowy). Przed misją w bazie łodzi podwodnych JC spotyka Sama Cartera, zdegradowanego generała z UNATCO, który pracował w zbrojowni. Gracz zwiedzając Nowy Jork, Hongkong, Paryż i kilka innych odwzorowanych z dużą dokładnością znanych lokacji, zagłębia się coraz bardziej w mroczny, zakonspirowany świat, nad którym ktoś zdaje się przejmować całkowitą kontrolę. JC odkrywa, że to FEMA, Walton Simons i Bob Page stoją za wirusem "Szarej Śmierci", że UNATCO to skorumpowany oddział Majestic 12 – fundacji, która planuje zawładnąć rządami całego świata oraz to, że wirus został stworzony, aby zlikwidować problem przeludnienia na świecie.
W trakcie gry mamy do czynienia z kilkoma nagłymi zwrotami akcji – zatopienie PRCS "Wall Cloud" (statek z ładunkiem "Szarej śmierci"), wizyta u Tracera Tonga, który wyłącza "kill-switch" Paula i JC'a, odkrycie bunkra w posiadłości Du Clare'ów, który umożliwi kontakt z Morganem Everettem czy wydobycie schematu UK i przyczynienie się do rozpoczęcia produkcji "Ambrozji" (leku na "Szarą Śmierć"). Pomimo tego że gra to FPS, dostępna jest rozbudowa broni gracza (dodawanie celowników, tłumików, modyfikatorów zasięgu czy odrzutu), a także zbieramy punkty doświadczenia, które rozdysponowujemy na nasze umiejętności – mogą to być m.in. otwieranie elektronicznych zamków, włamywanie się do komputerów, znajomość medycyny czy zaawansowanie w posługiwaniu się różnymi rodzajami broni. Gra jest nastawiona na wielokrotne przechodzenie m.in. ze względu na kilka możliwości prowadzenia rozmowy. Na dodatek Deus Ex ma trzy różne zakończenia, co jest niespotykane w grach z tamtego okresu. Tylko od nas zależy jak zakończymy tę produkcję – możemy przejąć władzę nad światem i rządzić jako dyktator wraz ze sztuczną inteligencją Heliosem, zabić Boba Page'a (twórcę projektów nanomodyfikacji oraz "Szarej Śmierci", a także "właściciela" Strefy 51) i przyłączyć się do Iluminatów bądź zniszczyć znajdujące się w Strefie Centrum Akwinu, przez które przechodzi każda elektroniczna wiadomość i pogrążyć świat w nowych "mrocznych wiekach".

## Rozgrywka
Deus Ex zawiera elementy z czterech gatunków gier wideo: komputerowa gra fabularna, first-person shooter, komputerowa gra przygodowa oraz „immersyjna symulacja”.

### Elementy RPG
Jeśli gracz zrealizuje cele, jego postać zostaje nagrodzona tzw. "punktami umiejętności". Punkty umiejętności są wykorzystywane w celu zwiększenia umiejętności danej postaci w 11 różnych dziedzinach, i zostały zaprojektowane tak, aby zapewnić graczom dostosowanie swojej postaci do własnego stylu gry.
Gracz może stworzyć bojowy charakter postaci, podnosząc zaawansowanie w dziedzinach m.in. karabinów i pistoletów – może się też skradać i zabijać wieżyczkami, podnosząc umiejętności hakerskie (komputery) czy łamiąc zamki elektroniczne. Istnieją cztery różne poziomy zaawansowania w każdej umiejętności (amator, adept, fachowiec, mistrz) za wykorzystanie punktów umiejętności wzrasta za każdym razem kolejny poziom zaawansowania w danej dziedzinie.
Broń może być dostosowane poprzez "modyfikacje broni", którą można znaleźć lub nabyć w całej grze. Gracz może dodać lunety, tłumiki lub celowniki laserowe, poprawić celność, powiększyć magazynek, lub zmniejszyć odrzut i skrócić czas przeładowania. Nie wszystkie modyfikacje są dostępne do wszystkich broni, na przykład, rakieta nie może być wyciszona, a do zwykłego pistoletu nie można dołączyć tłumika (jest jednak jego specjalna wersja).
Gracze są dodatkowo zachęcani do dostosowywania swoich postaci poprzez umieszczenia nanotechnologicznych wszczepów, dających nadludzkie moce. Choć gra zawiera 18 różnych, gracz może zainstalować maksymalnie 9, ponieważ każdy musi być stosowany na pewnej części ciała: jeden w ręce, jeden w nodze, w oczach i głowie, dwa pod skórą, a trzy w tułowiu. To zmusza gracza do starannego wybrania pomiędzy korzyściami a wadami, np. niewidzialność dla organizmów żywych lub niewykrywalność dla urządzeń elektronicznych.
Decyzje gracza mają często istotny wpływ zarówno na rozgrywkę, jak i fabułę, np. NPC będą reagować na różne sposoby prowadzenia rozmowy, w zależności od wybranej odpowiedzi (np. chamstwo czy podkreślanie swojego ego, czyni je mniej skłonnymi do udzielania pomocy).

### Możliwości gracza
Cele mogą zostać zrealizowane na wiele sposobów – jak w skradance, typowej strzelaninie lub uzyskanie informacji przez dialogi, dotarcie do sekretnych miejsc lub włamanie się do systemu komputerowego. W niektórych misjach gracz jest zachęcany, aby uniknąć używania siły, a niektóre aspekty tej historii może się zmienić w ciągu gry, np. w pierwszym poziomie głównym zadaniem jest uzyskanie informacji o dowódcy. Jeśli go zabijemy, wpłynie to później na interakcję z postaciami i NPC.

### Gra wieloosobowa
Deus Ex została pierwotnie zaprojektowana jako jednoosobowa, i w pierwszych wydaniach wersji dla Windows i gra nie zawiera funkcji gry wieloosobowej. Wsparcie dla trybów gry wieloosobowej zostało później wprowadzone poprzez patch. Zawiera on trzy tryby gry: Deathmatch, Team Deathmatch oraz Basic Deathmatch. Dostępne są tylko 5 map oparte z gry jednoosobowej, jednak istnieją już zaprojektowane przez graczy (producent gry udostępnił SDK)

## Tworzenie

### Koncepcja
Pierwszą koncepcję gry opracował Warren Spector po zakończeniu prac nad System Shockiem w 1994 roku, kiedy pracował dla Origin Systems. Tytuł roboczo nazwano Troubleshooter. W kwietniu 2007, w wywiadzie dla magazynu PC Zone stwierdził:

Byłem wielkim zwolennikiem w immerysyjnej symulacji stylu gry, na przykładzie gier jak Ultima Underworld, i chciałem przesunąć granicę tego rodzaju gry dalej. Ale ja nigdy nie mogłem się do dostać się z tym projektem w Origin, lub później, w Looking Glass Studios. (Myślę, że to był brak zainteresowania na Origin / EA i to głównie brak pieniędzy w LG!) Ale John Romero i Storm Ion przyszedł i powiedział: "Zrób grę swoich marzeń. Brak ograniczeń ". Zajęło mi to około dwóch nanosekund powiedzieć "Tak!"

Po niepowodzeniu w Origin, przeniósł się do Looking Glass i spróbował opracować kolejną koncepcję o nazwie Junction Point. Ostatecznie do realizacji nie doszło z powodu bankructwa. Wówczas opracował ostatnią koncepcję gry o nazwie Shooter. Po małych kontrowersjach, został przydzielony do ION Storn.
20 lutego 1998 roku ogłoszono wykorzystanie silnika Unreal Engine (wcześniej myślano także o silniku Quake'a)
W kwietniu 1999 ukazano pierwszą publiczną wersję alpha. Sporządzono kilka pierwszych misji, m.in. na Wyspie Wolności, w Battery Park i Hell's Kitchen.

### Platformy
Deus Ex od początku był tworzony na komputery osobiste – choć posiada kilka portów na inne platformy, to wersja PC posiada najwięcej poprawek. Gracze pecetowi jako pierwsi dostali patche dodające tryb gry wieloosobowej i SDK pozwalające tworzyć nowe poziomy.
4 kwietnia 2000 Westlake Interactive zapowiedziała stworzenie portu dla Macintosha. Ostatecznie został ukończony 7 lipca, a wydany 15 lipca 2000 (dystrybucją zajęła się firma Aspyr Media). Po premierze stworzono wersję demo podobną tą z wersji PC i patch dodający tryb gry wieloosobowej. Użytkownicy Macintosha nie mają jednak dostępu do SDK tak jak ich pecetowe wersje.
6 grudnia 1999 roku pojawiła się plotka, która mówiła, iż gra ma być przeniesiona na konsolę Sega Dreamcast. Ostatecznie zrezygnowano z projektu po tym gdy Sega ogłosiła zaprzestanie produkcji konsoli.
Portal LinuxGames poinformował o porcie dla Linuksa, który miał być stworzony przez firmę Loki Games. Ostatecznie do realizacji nie doszło, a firma została zamknięta w styczniu 2002 roku.

## Odbiór
Gra została bardzo dobrze przyjęta przez graczy i recenzentów, posiada wiele nagród GOTY oraz wysokie noty na większości stron poświęconym grom.
Nagrody i nominacje:
- Stomped's Action Game of the Year
- Gamers' Pulse Shooter of the year
- Something Awful's Game of the Year

## Muzyka
Soundtrack dostępny jest z amerykańskim wydaniem Deus Ex GOTY (Game Of The Year Edition), który Umieszczony został na drugim CD. Wszystkie utwory zostały zremiksowane i poprawiono ich jakość. Lista utworów znajduje się poniżej:
| - 1. "Main Title" – 02:24 - 2. "Intro Sequence" – 02:23 - 3. "Liberty Island" – 05:26 - 4. "UNATCO" – 05:12 - 5. "Battery Park" – 04:42 - 6. "NYC Streets" – 04:15 - 7. "Lebedev's Airfield " – 03:14 - 8. "Airfield Action " – 01:10 - 9. "Enemy Within" – 01:48 - 10. "Desolation" (Hong Kong Canal) – 02:26 - 11. "The Synapse" (Hong Kong Streets) – 04:37 - 12. "Hong Kong Action" – 00:59 - 13. "Majestic 12 Labs" – 01:50 - 14. "Versalife" – 03:48 - 15. "Naval Base " – 04:59 - 16. "Paris Streets" – 01:18 - 17. "DuClare Château " – 06:42 - 18. "Paris Action" – 01:24 - 19. "Return to NYC" – 01:34 - 20. "Ocean Lab" – 01:35 - 21. "Ocean Action" – 01:24 | - 22. "Ocean Lab Complex" – 01:48 - 23. "Vandenberg" – 03:46 - 24. "Begin the End" (Bunker) – 01:41 - 25. "Area 51" – 02:22 - 26. "Ending 1" – 01:15 - 27. "Ending 2" – 01:18 - 28. "Ending 3" – 01:50 - 29. "The Illuminati" – 02:38 - 30. "DX Club Mix" – 03:00 - 31. "Training Room" – 02:03 - 32. "NYC Bar" – 05:10 - 33. "Hong Kong Helipad" – 03:30 - 34. "Hong Kong Club 1" – 04:56 - 35. "Hong Kong Club 2" – 02:57 - 36. "The Nothing" – 03:17 - 37. "Paris Club 1" – 02:49 - 38. "Paris Club 2" – 04:31 - 39. "Paris Cathedral" – 03:36 - 40. "Conspiravision" – 05:38 - 41. "Paris Cathedral Conversation" – 00:54 |

## Kontynuacje
Kontynuacją gry Deus Ex jest Deus Ex: Invisible War, wydana na platformy Microsoft Windows i Xbox. W 2011 roku wydano Deus Ex: Bunt ludzkości, która jest prequelem pierwszej części, stworzonym przez studio Eidos Montreal. W 2016 wydano kontynuację prequela – Deus Ex: Rozłam ludzkości.